# Chazz Palminteri
Calogero Lorenzo „Chazz” Palminteri (n. 15 mai 1952 ) este un actor și scenarist american. Este cunoscut pentru rolurile din The Usual Suspects, Poveste din Bronx și pentru Premiul Oscar pentru cel mai bun actor în rol secundar în filmul Bullets Over Broadway.

## Filmografie

### Film
| An   | Titlu                                       | Rol                                             | Note/Premii |
| ---- | ------------------------------------------- | ----------------------------------------------- | --- |
| 1984 | Home Free All                               | Truck Hijacker                                  | |
| 1985 | The Last Dragon                             | Hood No. 2                                      | |
| 1991 | Oscar                                       | Connie                                          | |
| 1992 | Innocent Blood                              | Tony Silva                                      | |
| 1992 | There Goes the Neighborhood                 | Lyle Corrente                                   | |
| 1993 | A Bronx Tale                                | Sonny LoSpecchio                                | Și scenarist Sant Jordi Award for Best Foreign Actor De asemenea Bullets Over Broadway și The Usual Suspects |
| 1994 | Bullets over Broadway                       | Cheech                                          | Independent Spirit Award for Best Supporting Male Sant Jordi Award for Best Foreign Actor Also A Bronx Tale and The Usual Suspects Nominalizare – Academy Award for Best Supporting Actor Nominalizare – Chicago Film Critics Association Award for Best Supporting Actor Nominalizare – Screen Actors Guild Award for Outstanding Performance by a Male Actor in a Rol secundar |
| 1995 | The Usual Suspects                          | Dave Kujan, Special Agent, U.S. Customs Service | National Board of Review Award for Best Cast Sant Jordi Award for Best Foreign Actor De asemenea A Bronx Tale și Bullets Over Broadway |
| 1995 | The Perez Family                            | Lt. John Pirelli                                | |
| 1995 | The Last Word                               | Ricky                                           | |
| 1995 | Jade                                        | Matt Gavin                                      | |
| 1996 | Diabolique                                  | Guy Baran                                       | |
| 1996 | Faithful                                    | Tony                                            | Și scenarist |
| 1996 | Dante and the Debutante                     |                                                 | Și scenarist și producător |
| 1996 | Mulholland Falls                            | Elleroy Coolidge                                | |
| 1998 | Scar City                                   | Lieutenant Laine Devon                          | |
| 1998 | Hurlyburly                                  | Phil                                            | |
| 1998 | O noapte la Roxbury                         | Benny Zadir                                     | Nemenționat |
| 1999 | Analyze This                                | Primo Sidone                                    | |
| 1999 | Stuart Little                               | Smokey                                          | Voce |
| 2001 | Down to Earth                               | King                                            | |
| 2001 | Lady and the Tramp II: Scamp's Adventure    | Buster                                          | Voce; Direct-pe-video |
| 2001 | One Eyed King                               | Eddie Dugan                                     | |
| 2002 | Poolhall Junkies                            | Joe                                             | |
| 2003 | One Last Ride                               | Tweat                                           | |
| 2003 | Just Like Mona                              |                                                 | |
| 2004 | Crăciun                                     | Arizona                                         | Și regizor |
| 2005 | Hoodwinked!                                 | Woolworth                                       | Voce; cameo |
| 2005 | Animal                                      | Kassada                                         | |
| 2005 | Bullets Over Hollywood                      | Rolul său                                       | documentar Encore |
| 2005 | In the Mix                                  | Frank                                           | |
| 2006 | Running Scared                              | Detectiv Rydell                                 | |
| 2006 | Push                                        | Vince                                           | |
| 2006 | A Guide to Recognizing Your Saints          | Monty                                           | Sundance Film Festival – Special Jury Prize for Best Ensemble Performance |
| 2006 | Arthur and the Minimoys                     | Travel Agent                                    | |
| 2006 | Little Man                                  | Walken                                          | |
| 2007 | Body Armour                                 | Maxwell                                         | |
| 2007 | The Dukes                                   | George                                          | Și co-producător |
| 2008 | Yonkers Joe                                 | Yonkers Joe                                     | Și producător executiv |
| 2008 | Jolene                                      | Sal                                             | |
| 2009 | Once More with Feeling                      | Frank Gregorio                                  | |
| 2009 | Hollywood & Wine                            | Geno Scarpaci                                   | |
| 2011 | The Oogieloves in the Big Balloon Adventure | Marvin Milkshake                                | |
| 2011 | Safe                                        | Eddie                                           | Și producător |
| 2012 | The Stone Pony                              | Angelo Casella                                  | |
| 2012 | Mighty Fine                                 | Joe Fine                                        | |
| 2013 | Once Upon a Time in Queens                  | Ben Rose                                        | |
| 2013 | Underdogs                                   | Stinky                                          | Voce |
| 2014 | Henry & Me                                  | Babe Ruth                                       | Voce |
| 2015 | Legend                                      | Angelo Bruno                                    | |
| 2019 | Vault                                       | Raymond Patriarca Sr.                           | |

### Televiziune
| An        | Titlu                               | Rol                           | Note/Premii                                                                        |
| --------- | ----------------------------------- | ----------------------------- | ---------------------------------------------------------------------------------- |
| 1986      | Hill Street Blues                   | Sonny Cappelito               | Episodul: "Bald Ambition"                                                          |
| 1987      | Glory Years                         | Drummond                      | Film TV                                                                            |
| 1987      | Matlock                             | MP Sgt. Marcy                 | Episodes: "The Court-Martial: Part 1", "The Court-Martial: Part 2"                 |
| 1989      | Dallas                              | Frank                         | Episodul: "He-e-ere's Papa!"                                                       |
| 1989      | Peter Gunn                          | Soldier                       | Film TV                                                                            |
| 1989      | Valerie                             | Leslie                        | Episodul: "Viva Las Vegas"                                                         |
| 1989      | 1st & Ten: The Championship         | Al                            | Episodul: "Duty Call"                                                              |
| 1989      | Wiseguy                             | Peter Alatorre / Sal Rosselli | Episodes: "Sins of the Father", "Heir to the Throne", "How Will They Remember Me?" |
| 1990      | Sydney                              | Tony                          | Episodul: "Love Ya, Babe"                                                          |
| 1999      | Excellent Cadavers                  | Giovanni Falcone              | Film TV                                                                            |
| 1999      | Dilbert                             | Leonardo da Vinci             | Voce Episodul: "Art"                                                               |
| 2001      | Boss of Bosses                      | Paul Castellano               | Film TV                                                                            |
| 2001      | An All-Star Tribute to Brian Wilson | Gazdă                         |                                                                                    |
| 2004      | Dr. Vegas                           | Duke Walcott                  | Episodul: "Lust for Life"                                                          |
| 2005      | Kojak                               | Captain Frank McNeil          | 5 episoade                                                                         |
| 2010–2014 | Rizzoli & Isles                     | Frank Rizzoli Sr.             | 6 episoade                                                                         |
| 2010–2019 | Modern Family                       | Shorty                        | 6 episoade                                                                         |
| 2012–2013 | Blue Bloods                         | Angelo Gallo                  | Episoadele: "Secrets and Lies", "Justice Served"                                   |
| 2014      | Law & Order: Special Victims Unit   | Perry Cannavaro               | Episodul: "Jersey Breakdown"                                                       |
| 2015      | The Making of the Mob: New York     | Rolul său                     |                                                                                    |
| 2015      | Kevin Can Wait                      | Vincent                       | Episodul: "Plus One Is the Loneliest Number"                                       |
| 2017      | Voltron: Legendary Defender         | Burrowing Alien               | Episodul: "The Voltron Show!"                                                      |
| 2019      | Godfather of Harlem                 | Joe Bonanno                   | Rol secundar                                                                       |
| 2021      | Law & Order: Organized Crime        | Manfredi Sinatra              | Episodul: ″What Happens in Puglia″                                                 |

### Jocuri video
| An   | Titlu                      | Rol                    | Note                                                |
| ---- | -------------------------- | ---------------------- | --------------------------------------------------- |
| 2012 | Call of Duty: Black Ops II | Salvatore "Sal" DeLuca | Featured on 2013's "Uprising" downloadable content. |